# Louis Theodor Rach
Louis Theodor Rach (16 de enero de 1821-San Petersburgo, 28 de abril de 1859) fue un paleontólogo, y botánico alemán. Realizó expediciones botánicas y paleontológicas por Alemania, y a Rusia.

## Algunas publicaciones
- eduard a. von Regel, louis t. Rach, ferdinand g.m.t. von Herder. 1859. Verzeichniss der vom Herrn Paullowsky und Herrn von Stubendorf in den Jahren 1857 und 1858 zwischen Jakutzk und Ajan gesammelten Pflanzen: ein Beitrag zur Flora Ostsibiriens. Ed. die Kaiserlichen Universität, 34 pp.

## Eponimia
Género
- (Begoniaceae) Rachia Klotzsch[2]

Especies
- (Ericaceae) Erica rachii Regel[3]